# 중일 명인전
중일 명인전(중국어 간체자: 中日名人对抗赛, 정체자: 中日名人對抗賽, 일본어: 日中名人戦)은 중·일 바둑 교류를 위해 열린 기전이다. 중국 명인전 우승자와 일본 명인전 우승자가 대결하는 대회이다. 1988년부터 1994년까지 열렸다.

## 역대 우승자
| 회수 | 연도 | 우승                | 전적 | 준우승              |
| ---- | ---- | ------------------- | ---- | ------------------- |
| 1    | 1988 | 고바야시 고이치 9단 | 2-0  | 마샤오춘 9단        |
| 2    | 1989 | 고바야시 고이치 9단 | 2-0  | 마샤오춘 9단        |
| 3    | 1990 | 고바야시 고이치 9단 | 2-0  | 마샤오춘 9단        |
| 4    | 1991 | 고바야시 고이치 9단 | 2-0  | 마샤오춘 9단        |
| 5    | 1992 | 마샤오춘 9단        | 2-1  | 고바야시 고이치 9단 |
| 6    | 1993 | 고바야시 고이치 9단 | 2-1  | 마샤오춘 9단        |
| 7    | 1994 | 마샤오춘 9단        | 2-1  | 고바야시 고이치 9단 |